# Мартен, Этьенн
Этьенн Мартен (фр. Étienne Martin; 4 февраля 1913, Лориоль-сюр-Дром — 21 марта 1995, Париж) — французский скульптор и художник-информалист.

## Жизнь и творчество
Э. Мартен изучал живопись и скульптуру в 1929—1933 годах в лионской Школе изящных искусств. Здесь он знакомится с Марселем Мишо (1898—1958), писателем-модернистом и директором галереи авангардного искусства в Лионе. В 1934 году Мартин уезжает в Париж; здесь он учится в мастерской Шарля Манфре в академии Рансон. В академии Мартен устанавливает контакты с художниками Жаном Бертолле, Альфредом Манесье, Жаном Ле Малем, Зельманом, Роже Бисьером и др., скульптором Франсуа Стали. В 1938—1939 годах он выставляет свои работы вместе с основанной М.Мишо в 1936 году в Лионе группой «Témoignage».
Во время Второй мировой войны Э. Мартен попадает в плен к немецким войскам, однако в 1941 году был освобождён. В 1942—1944 годах художник неоднократно меняет местожительство. В 1944—1947 годах он проживает в Нормандии, в городке Мортань-о-Перш, затем возвращается в Париж. Здесь он живёт у писателя Анри-Пьера Роша, с которым подружился в военные годы, встречается со скульптором Константином Бранкузи и русским востоковедом и мистиком Геогрием Гурджиевым, увлекается восточным оккультизмом и даосизмом.
В 1954 году Э. Мартен начинает создание серии своих скульптур «Demeures» (Жилищ), сделавших его широко известным. В 1964 году он принимает участие в выставке современного искусства documenta III в Касселе, в 1966 он получает Большой приз на 33-м биеннале в Венеции. В 1972 году, на выставке documenta-5 в Касселе Э. Мартен был одной из центральных фигур направления персональной мифологии в современной скульптуре.
Э. Мартен является автором крупноформатных абстрактных пластических произведений и объектов. В 1968—1983 годах он был профессором по классу скульптуры в парижской Национальной школе изящных искусств (École Nationale Supérieure des Beaux-Arts). С 1971 года — член французской Академии художеств. В 1984 году в Центре Помпиду в Париже состоялась ретроспектива всех его скульптур серии «Demeures».

## Галерея
- Избранные скульптуры Э. Мартена
- Э.Мартин в Центре Помпиду
- Э. Мартен в Тюильри (Personnage III, 1967)
- Demeure 1 Э. Мартена
- Э. Мартен в музее Валанса (L’Escalier, 1983)

## Музеи
- Centre Pompidou, Paris : Le Manteau, 1962 ; Abécédaire, 1967 ; Mur miroir, 1979
- Musée d’art moderne de la Ville de Paris : Le Passage, 1969
- Musée des Beaux-Arts de Dijon : Tête aux mains, 1950—1951, bronze
- Musée de Grenoble : La Nuit ouvrante, 1948, bronze ; Le Collier de la nuit ; Les Eaux souterraines du désir, 1985, matériaux divers
- Musée des Beaux-Arts de Lyon : Le Cerbère, 1977, châtaignier, achat du musée en 1985
- Musée des Beaux-Arts de Lyon : Piétà, 1945, tilleul, acquis en 2008
- Musée de Middelheim, Anvers : Demeure

### Фильмография
- Étienne-Martin, entretien avec René Deroudille, Mémoire des Arts, Lyon, 1988 (45 minutes).
- Étienne-Martin, entretien avec Michel Ragon, Mémoire des Arts, Lyon, 1994 (40,30 minutes).